# 埃里克·加纳死亡案
埃里克·加纳死亡案于2014年7月17日发生在美國纽约史泰登岛，一名警察用15秒致使埃里克窒息。纽约市法医办公室得到的结论是，加纳死亡的部分原因是窒息。纽约市警察局明令禁止使用窒息，但纽约市警察局警察工会表示，警察并未使用窒息手段。
纽约市警察局警察以涉嫌售卖无税票包装单支香烟为由接触加纳。加纳告诉警察，他已经厌倦了骚扰，自己也不卖香烟，警察于是逮捕了加纳。当警察丹尼尔·潘塔雷昂（Daniel Pantaleo）将加纳反身架住，于是加纳用力扑打他的手臂。潘塔雷昂随后搂住加纳的脖子，把他向后推倒在地上。潘塔雷昂随后将手臂曾加纳的脖子上放开，将加纳的脸推向地面，四名警察上前控制加纳，加纳面朝下躺在人行道上，十一次重复着“我喘不过气”。加纳失去知觉后，警察把他转过身来，缓解他的呼吸。加纳在人行道上躺了七分钟，而警察等待着救护车的到来。警察和紧急医疗技术员并未在现场对加纳执行心肺复苏术，PBA发言人表示，这是因为他们相信加纳仍有呼吸，不适合对仍在呼吸的人士实施心肺复苏术。加纳抵达医院约一个小时后被宣布到院前死亡。
法医得出的结果是，加纳的死因是“脖子和胸部和俯卧位由于警察施加的身体限制”，但他的气管和颈部骨骼并未有损伤。法医裁定加纳的死因是他杀。根据法医的定义，他杀由一人或多人实施，不一定是故意致死或刑事死亡。
2014年12月3日，大陪审团决定不起诉潘特雷昂。事件引发民众抗议和集会指控警察滥用私刑。截至2014年12月28日，全国范围内至少有50场针对加纳的示威游行，同时有数百场示威游行以普通警察暴力加纳为切入点。美国司法部宣布进行独立的联邦调查。

## 背景
埃里克·加纳（英語：Eric Garner，1970年9月15日－2014年），非裔美国人，曾在纽约市公园和休闲局担任园艺师，后因健康问题辞职。加纳的妻子艾萨瓦·加纳（Esaw Garner）为人慷慨，与人融洽，被朋友们称为“社区调解员”。加纳有三个孩子和六个孙子。去世的时候他有一个三个月大的孩子。
自1980年起，加纳被纽约市警察局逮捕三十次，罪名包括斗殴、拘捕和盗窃罪。一位警察表示他曾多次因涉嫌销售无牌香烟而被捕。2007年，加纳曾向联邦法院提交手写诉状，指控警察在大街上对他进行腔体搜查，“他就在马路中间用手指挖我的直肠，旁边还有人经过。”《纽约时报》表示加纳“最近曾请求法律援助署派律师帮他打所有针对他的官司。”事发时，销售未缴税香烟、无证驾驶、藏匿大麻、假冒公职人员的加纳刚被保释出来。
丹尼尔·潘塔雷昂（Daniel Pantaleo）是纽约市警察局警察，加纳死时29岁，住在史泰登岛埃尔廷威尔。父亲是纽约市消防局消防员，叔叔也是纽约市警察局警察。丹尼尔毕业于法雷尔大主教高中（Monsignor Farrell High School），获得史泰登岛学院（College of Staten Island）学术学位。他于2006年加入纽约市警察局。潘塔雷昂2013年曾碰到乱逮捕人和虐待的两项民权诉讼。其中一个案子中，潘塔雷昂和其他警察涉嫌命令两名黑衣男子在大街上脱光衣服以搜身，指控被解雇的男士。

## 死亡
2014年7月17日下午4点45分，埃里克·加纳在史泰登岛汤普金斯维尔碰到便衣警员贾斯汀·达米柯（Justin Damico）。根据包括曾用视频录下事件的加纳朋友拉姆齐·奥尔塔（Ramsey Orta）在内的目击者所述，加纳死前曾从一场争斗中挣扎出来，引起了奥尔塔和警察丹尼尔·潘塔雷昂的注意。之后加纳对警察说，「滚开〔略〕，凭什么？每当你們看见我，就想找我麻煩。我已经很倦了，今天到此為止。为什么你……？这里每个人都会告诉你我什么都没干，什么也没卖。因为每次你們看见我，都想要骚扰我，你們想等我〔略〕賣菸的時候把我逮個正著。我很安分，警官，我只是一個人閒著啊。请远离我。我再告诉你們最后一次，请不要打擾我。」
潘塔雷昂靠近加纳的身后，试图铐住他，但加纳扑打着他的手臂挣脱出，并称“请别碰我。”潘塔雷昂随后从身后掐住加纳的脖子，向后拉以试图把加纳撞向地面。加纳撞向地面时，与警察撞向一面玻璃窗，但玻璃窗没有打碎，随后其他制服警察包围了加纳。片刻过后，加纳一言不发地挪动着膝盖和前臂。此时，三名制服警察和两名便利警察将其包围。几秒钟后，录像显示潘塔雷昂把手臂从加纳脖子上移开，用手推把加纳的脸推向人行道。脸朝下躺在人行道上的加纳多次声称“我不能呼吸”。逮捕过程由女性非裔美国纽约市警察局警长柯姿·亚多尼（Kizzy Adoni）监督，期间她没有为加纳求情。亚多尼在最初的警方报告中表示，“犯罪者的情况似乎并不严重，他似乎不那么糟。”
加纳一动不动的躺着，被戴上手铐，救护车抵达前有好几分钟反应迟钝，这一幕在第二段视频中可以看到。除了一名警察当时表示加纳没有了呼吸，其他警察都没有尝试给加纳复苏。警察辩称没有决定给加纳进行心肺复苏术的原因是他当时还有呼吸，给还在自主呼吸的人士做心肺复苏术是不恰当的。救护车最终赶到现场，车里的两名医务人员和两名急救人员没有进行任何急救，或是及时把加纳放到担架上。据警方透露，加纳被送到里士满大学医疗中心时心脏病发作。加纳抵达医院一小时后被宣布到院前死亡。
加纳的葬礼于2014年7月23日在布鲁克林伯特利浸信会教堂举行。艾尔·夏普顿在葬礼的講話上呼吁对涉事警察采取更严厉的惩罚措施。

## 后果

### 调查
7月20日，曾掐住加纳脖子的警察丹尼尔·潘塔雷昂被停职，配枪和徽章被收缴。後來遭到解僱。警察贾斯汀·达米柯允许保留徽章和配枪，但被停职。四名负责将加纳运抵医院的急救人员和医护人员于7月21日停职，两名医护人员目前已复职。其余两名急救人员目前在医院从事非医疗工作，等待里士满大学医疗中心调查事件。
用手机录下朋友被逮捕三个星期后，拉姆齐·奥尔塔因被控持有武器而被捕。阿尔·夏普顿发表声明起诉奥尔塔的同时让他担任证人可能构成利益冲突。检察官后来质疑用筹集款项保释奥尔塔是否合法。奥尔塔于2015年4月10日保释出狱。
8月1日，纽约市法医办公室发现加纳死因是“窒息”。哮喘、心脏疾病和肥胖被列为影响因素。气管和颈骨没有损伤。8月1日，法医发言人朱莉·卜赛尔（Julie Bolcer）宣布加纳的死亡已排除他杀。到了2014年12月3日，美国司法部发起对加纳死亡的进一步调查。

### 第一波抗议
阿尔·夏普顿组织了7月19日下午在史泰登岛的抗议，谴责警方掐死加纳，称这样做没有理由。
7月29日，WalkRunFly Productions和诗人丹尼尔·J·瓦特在时代广场组织了一场抗议活动，受到许多诗人和百老汇演员的参与。阿尔·夏普顿计划原定于8月23日举行抗议，让参与者驶过维拉萨诺·纳罗斯桥后前往案发地点和地方律师小丹尼尔·多诺瓦先生的办公室。该设想被阿尔改为在加纳遇害的史泰登岛的湾街游行。警方估计超过2500人参与游行。

### 大陪审团
8月19日，史泰登岛地方律师小丹尼尔·M·多诺瓦宣布潘塔雷昂的案子将由大评审团审议，表示考虑到法医的调查结果，他的办公室决定“适合向里士满县大陪审团提交加纳死亡的证据。”9月29日，大陪审团开始审理加纳一案证据，23名成员组成的评估小组中有14名白人，9名非白人，至少有5名黑人。11月21日，潘塔雷昂向大陪审团作出长达约两小时的证词。案发两个月后的12月3日，大陪审团决定不起诉潘塔雷欧。史泰登岛法官要求把自己撤换出大陪审团的案件笔录。

## 反应
大陪审团决定不起诉潘塔雷昂的消息传出后，NFL、NBA等一众球星在热身期间穿着“我不能呼吸”T恤。奥巴马总统和司法部长霍德尔稱讚了勒布朗·詹姆斯穿着该T恤的行为。2020年喬治·弗洛伊德之死亡事件中，此圖片再度引起話題。